# Dial MIKA
Dial MIKA fue un satélite artificial experimental y de monitorización construido conjuntamente por la República Federal de Alemania y Francia. Fue lanzado el 10 de marzo de 1970 a bordo de un cohete Diamant B desde el puerto espacial de Kourou, en la Guayana Francesa. Fue lanzado junto con el satélite Dial WIKA.
El nombre proviene de las contracciones de los palabras francesas Diamant (diamante) y Allemande (alemán) y las palabras alemanas Mini (pequeño) y Kaspel (cápsula).

## Objetivos
El objetivo de Dial MIKA fue comprobar y estudiar el rendimiento del lanzador Diamant B.

## Características
El satélite tenía forma cilíndrica y pesaba unos 111 kg. Las baterías, el diseño térmico y el propio perfil de la misión limitaron el tiempo de vida del satélite a una hora tras el despegue.